# Baia Borima
La baia Borima (in inglese Borima Bay) è una baia lunga circa 8 km e larga 6,5, situata sulla costa di Oscar II, nella parte orientale della Terra di Graham, in Antartide. La baia si estende tra punta Diralo, a nord, e punta Attenzione, a sud.  
La baia è parte della più grande insenatura Esasperazione, e al suo interno si gettano il ghiacciaio Coppa e il ghiacciaio Minzuhar.

## Storia
L'esistenza della baia Borima è stata scoperta in seguito al collasso della piattaforma glaciale Larsen B, avvenuto nel 2002, ed al conseguente ritiro dei ghiacciai Coppa e Minzuhar. La baia è stata poi così battezzata dalla Commissione bulgara per i toponimi antartici in onore del villaggio di Borima, nella Bulgaria settentrionale.